# يان ماهر
يان ماهر (بالإنجليزية: Ian Maher)‏ (5 نوفمبر 1985 بدبلن في جمهورية أيرلندا - ) هو لاعب كرة قدم أيرلندي في مركز الدفاع. لعب مع باتريك أتلتيك ونادي شامروك روفرز وKildare County F.C. ‏ وCherry Orchard F.C. ‏ وMonaghan United F.C. ‏.